# Carey Martin
Carey Martin, gespeeld door Kim Rhodes, is een personage uit de televisieserie The Suite Life of Zack and Cody. Zij is de vriendelijke moeder van Zack en Cody. Ze is zangeres en had veel vriendjes.

## Familie
| Naam                            | Acteur        | Relatie                    |
| ------------------------------- | ------------- | -------------------------- |
| Kurt Martin                     | Robert Torti  | Ex-man (vader Zack & Cody) |
| Alleen genoemd als zus          | -             | Careys zus                 |
| Alleen genoemd als moeder       | -             | Careys moeder              |
| Alleen genoemd als schoonmoeder | -             | Careys schoonmoeder        |
| Zack Martin                     | Dylan Sprouse | Careys zoon                |
| Cody Martin                     | Cole Sprouse  | Careys zoon                |